# الیزابت هند
الیزابت هند (انگلیسی: Elizabeth Hand؛ زادهٔ ۲۹ مارس ۱۹۵۷) رمان‌نویس اهل ایالات متحده آمریکا است.
وی همچنین برندهٔ جوایزی همچون جایزه نبولا شده‌است.